# Église Saint-Martial de Cazenac
Pour les articles homonymes, voir Église Saint-Martial.
L'église Saint-Martial est une église catholique située à Beynac-et-Cazenac, en France.
Elle fait l'objet d'une protection au titre des monuments historiques.

## Localisation
L'église est située en Périgord noir, dans le sud-est du département de la Dordogne, au hameau de Cazenac, sur la commune de Beynac-et-Cazenac.

## Histoire et architecture
L'église a été bâtie au XIIe et XVe siècles,. Elle est inscrite au titre des monuments historiques le 6 décembre 1948.
L'édifice a été restauré en 1989 et décoré avec de nouveaux vitraux conçus par Sophie Gaudin et représentant la vie rurale.
L'église recouverte de lauzes est entourée d'un petit cimetière. Si côté ouest, le portail, surmonté d'un clocher-mur à deux baies ne recélant plus qu'une seule cloche, est de style roman, l'intérieur est typiquement gothique avec des croisées d'ogives dans la nef, le transept et le chœur. Le pignon du chevet plat présente une sculpture animale.
Datant du XVIIIe siècle, le tabernacle et la prédelle du maître autel sont classés en tant qu'objets au titre des monuments historiques depuis 1993.

## Galerie

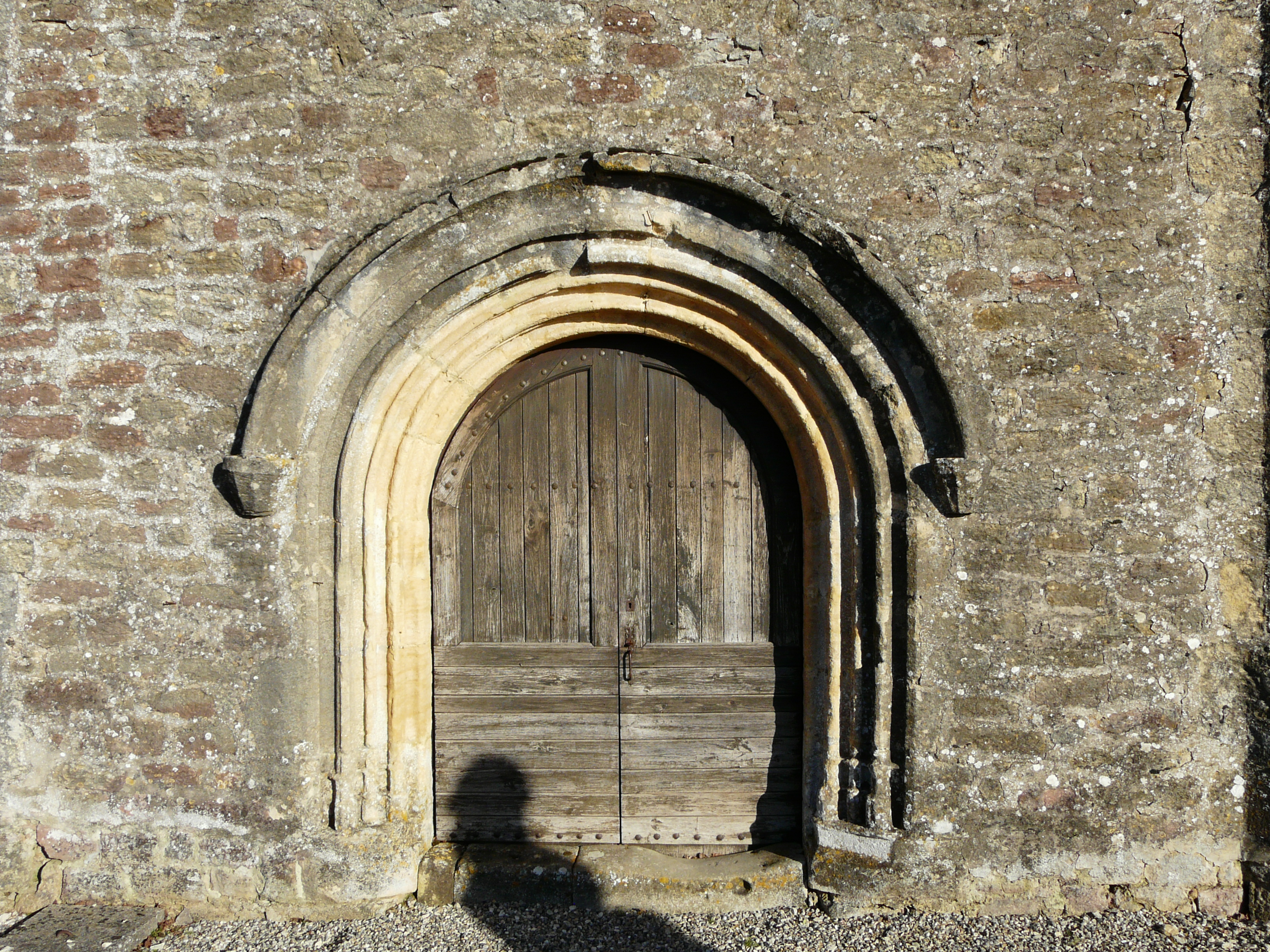
Le portail.
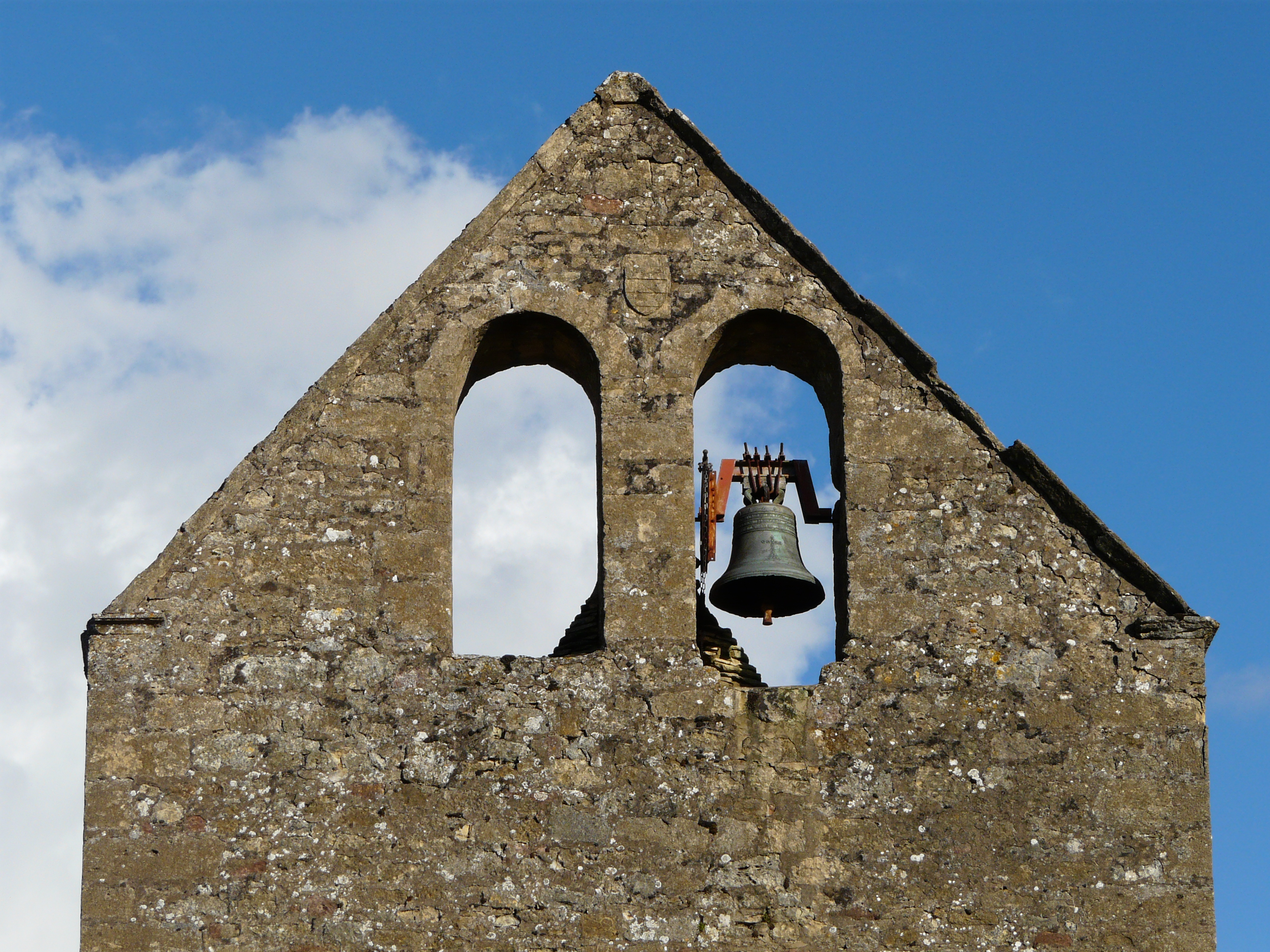
Le clocher-mur.
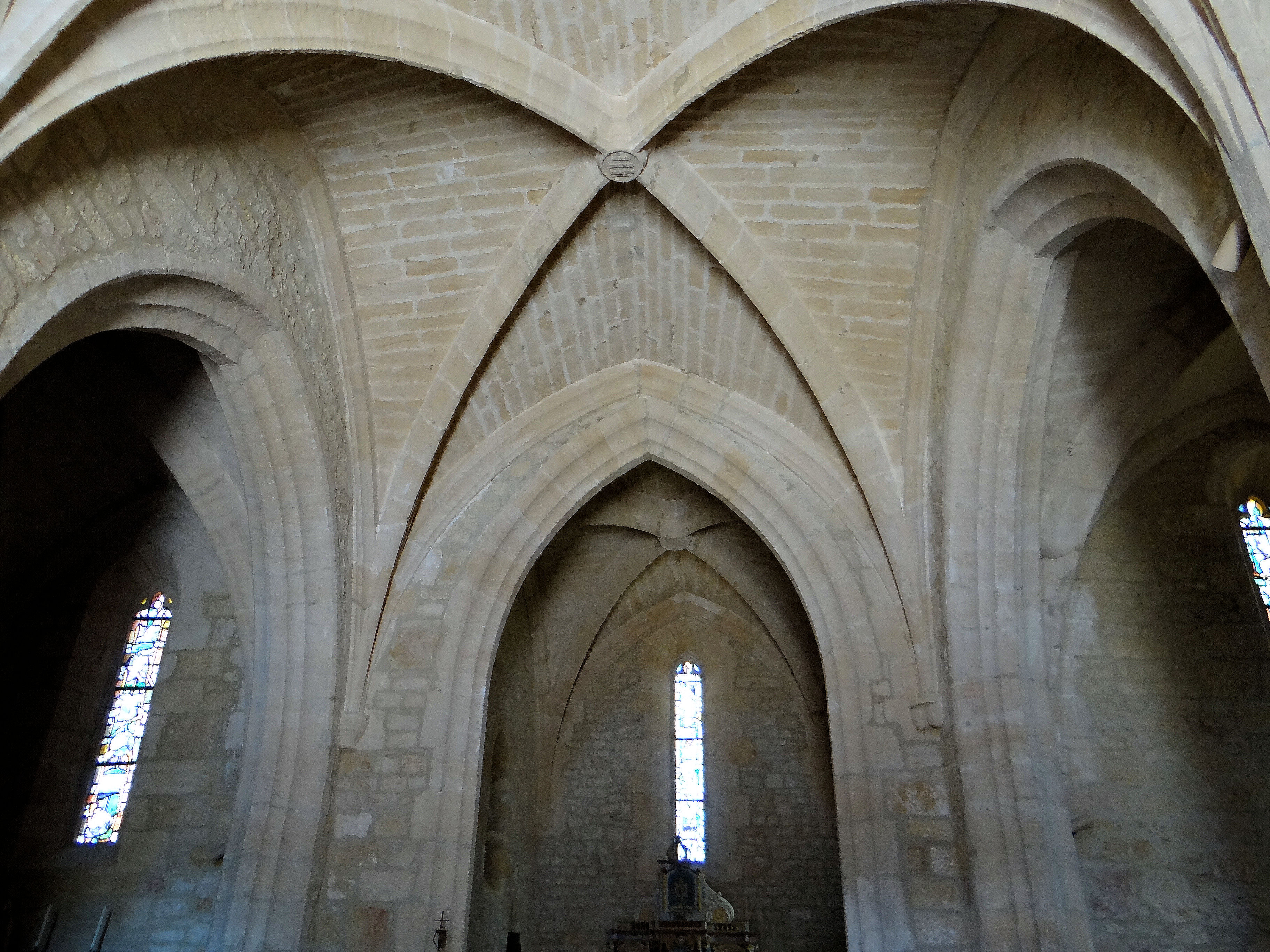
La croisée du transept.
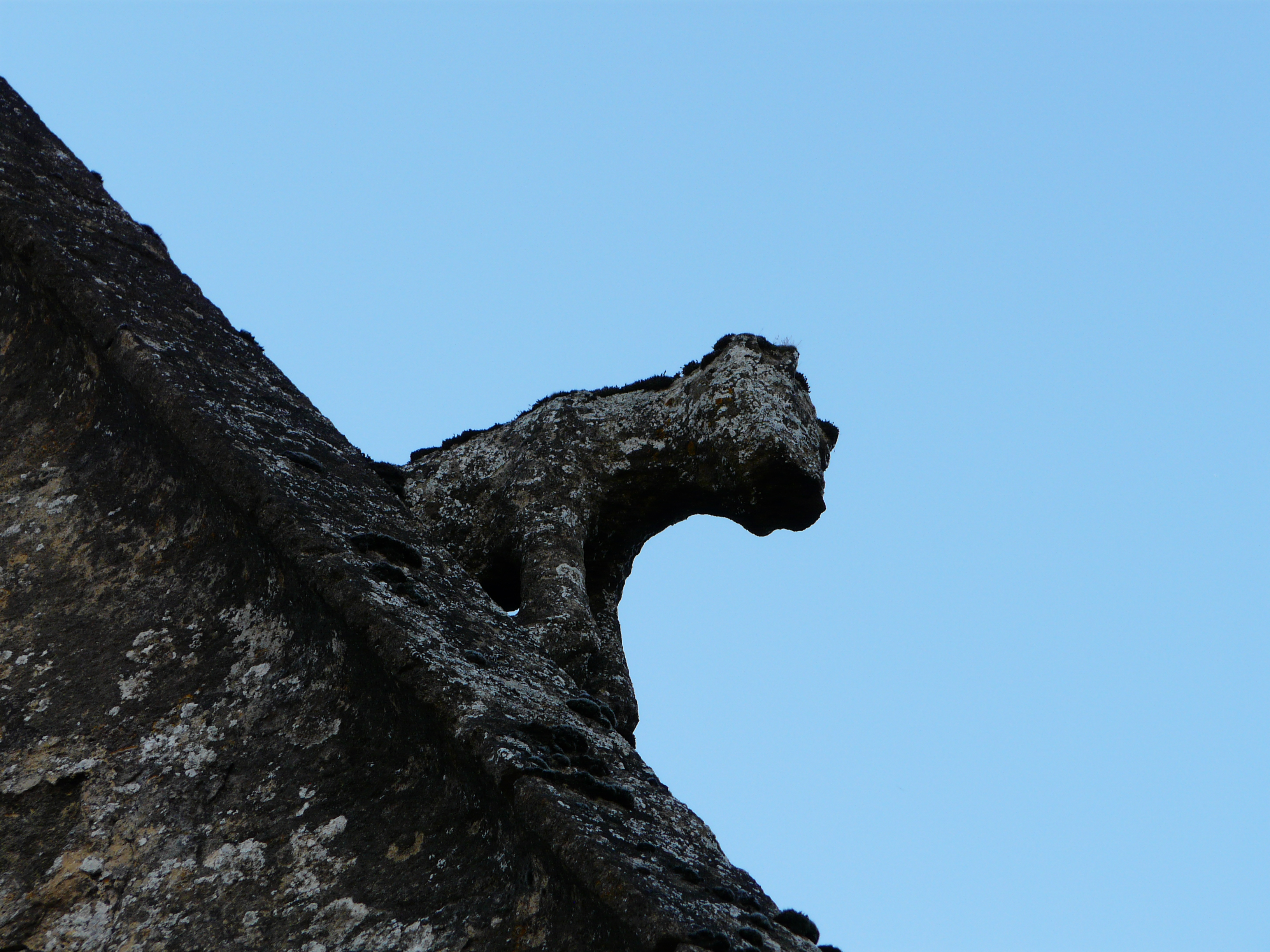
La sculpture animale.
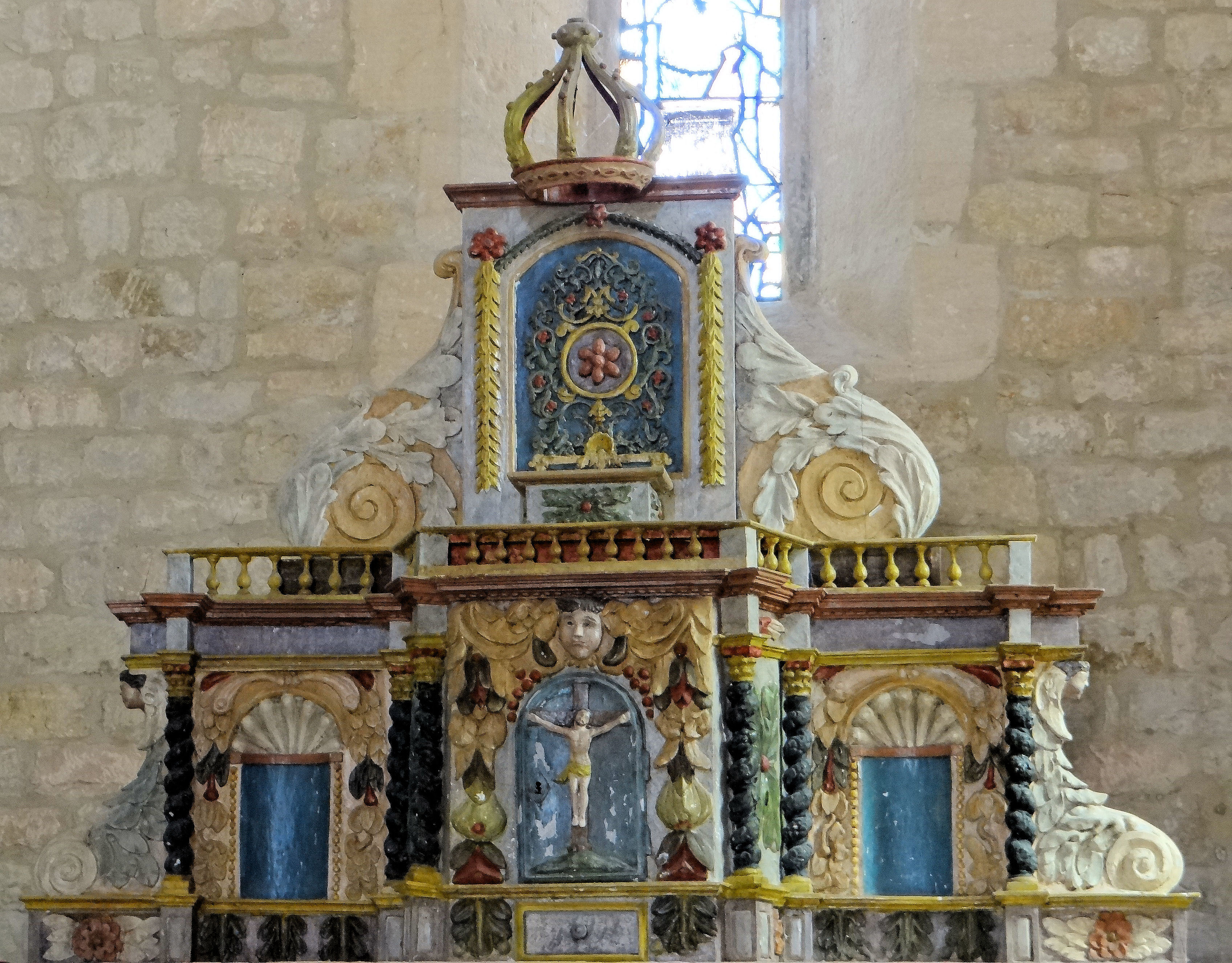
Le tabernacle.